# Andrej Lazarov
Andrej Lazarov (mazedonisch Андреј Лазаров; * 8. September 1999 in Kočani; † 16. März 2025 ebenda) war ein nordmazedonischer Fußballspieler.

## Leben und Karriere
Lazarov wurde am 8. September 1999 in Kočani geboren. Er fing bereits im Alter von 16 Jahren an, Fußball zu spielen.
2019 wurde er von Rabotnički Skopje aus der Jugendmannschaft in den Profifußball übernommen. Dort bestritt er 26 Spiele. Von 2019 bis 2020 wurde er an GFK Tikveš Kavadarci verliehen, wo er nach Ablauf seines Vertrages bei Rabotnički in einem Jahr 43 Spiele bestritt und vier Tore schoss. 2023 wechselte er zu NK Rudeš nach Serbien und bestritt dort 13 Spiele. Ein Jahr später wechselte er dann zum kroatischen Verein HNK Gorica. Sein letzter Verein war der nordmazedonische KF Shkupi, zu dem er im September 2024 wechselte und bei dem er acht Spiele bestritt.
Er verstarb am 16. März 2025 in Kočani in einer Diskothek an einer Rauchvergiftung, nachdem dort ein Feuer ausgebrochen war (siehe Brandkatastrophe in Kočani 2025). Er habe zuvor versucht, anderen Opfern zu helfen.